# Метличина (област Варна)
 За другото българско село вижте Метличина (Област Кърджали).  
Метличина е село в Североизточна България, в община Вълчи дол, област Варна. До 1934 година името му е Хамбърлък, а до 1966 Житница.

## История
Селото е гагаузко. Гагаузите се православни християни, говорещи гагаузки език. В селото се говори само на български език.

## Население
Численост на населението според преброяванията през годините:
| \| Година на преброяване \| Численост \| \| --------------------- \| --------- \| \| 1934 \| 1132 \| \| 1946 \| 1018 \| \| 1956 \| 907 \| \| 1965 \| 792 \| \| 1975 \| 581 \| \| 1985 \| 382 \| \| 1992 \| 295 \| \| 2001 \| 251 \| \| 2011 \| 147 \| \| 2021 \| 91 \| |           |
| Година на преброяване | Численост |
| 1934 | 1132      |
| 1946 | 1018      |
| 1956 | 907       |
| 1965 | 792       |
| 1975 | 581       |
| 1985 | 382       |
| 1992 | 295       |
| 2001 | 251       |
| 2011 | 147       |
| 2021 | 91        |

### Етнически състав

#### Преброяване на населението през 2011 г.
Численост и дял на етническите групи според преброяването на населението през 2011 г.:
|                     | Численост | Дял (в %) |
| Общо                | 147       | 100.00    |
| Българи             | 141       | 95.91     |
| Турци               | ?         | ?         |
| Цигани              | –         | –         |
| Други               | ?         | ?         |
| Не се самоопределят | ?         | ?         |
| Неотговорили        | 4         | 2.72      |

## Редовни събития
В центъра на селото е открит новоизграден паметник на загиналите във войните
В съботния ден на 24 октомври сутринта празникът на Метличина започна с откриването на новоизградения паметник на загиналите във войните от селото. Той е създаден с дарителството на бизнесмена Димитър Димитров и на ЗК”Съгласие” с председател Митко Павлов. Върху паметника са изписани имената на 25-има загинали от селото в Балканската война, в Първата и във Втората световна война.
При откриването присъства областният управител на Област Варна Данчо Симеонов, кметът на община Вълчи дол Веселин Василев, председателят на Общински съвет Вълчи дол Йорданка Колева, полк. Деян Михайлов – началник на Военно окръжие – Варна, о.з.полк. Васил Вълчев – председател на Областния съвет на Съюза на ветераните от войните в България – Варна, к-н I ранг Русин Борисов – председател на Областния съвет на Съюза на офицерите и сержантите от запаса и разерва във Варна, съветници от Общински съвет Вълчи дол, ръководители от управленския екип на община Вълчи дол, кметове на кметства от общината, много жители и гости на село Метличина.
Лентата пред паметника прерязаха кметският наместник Кирил Станоев и основният спонсор за изграждането му – Димитър Димитров.
Венци при паметника бяха поднесени от кметското наместничество в Метличина, от община Вълчи дол, от Областния съвет на ветераните от войните във Варна, а жители и гости на селото положиха свежи цветя.
Тримата живи участници в различни фази на Втората световна война от Метличина – Върбан Станков, Стоян Русев и Ганчо Желев, получиха от спонсорите на празника по един спален комплект.
Празникът на селото продължи с надбягвания – юноши и мъже, конни надпрепусквания и надпревари с велосипеди и конски каруци, дърпане на въже и борби. Всички победители в отделтните състезания получиха от кметския наместник Кирил Станоев награди, а онези, които не се състезаваха, имаха възможност да участват в организираната томбола. Най-голяма бе наградата при борците – живо агне.
Спонсори на празника със свои лични пари бяха Димитър Димитров, Митко Павлов председател на ЗК „Съгласие“  в с. Метличина и кметският наместник Кирил Станоев, които дадоха по 500 лв. за наградния фонд при състезанията и за почерпката на всички присъстващи на празника. В центъра на селото до късен следобед жители и гости на Метличина се черпеха с кебапчета, вино от буре „на корем“ и хубави домашни ракии.

## Личности
- Желез войвода (ок. 1810 – 1878), хайдутин, живял в селото през 60-те години на 19 век
- Станко Димитров (р. 1922), български политик от БКП